# Lindsey Hunter
Lindsey Benson Hunter Jr. (* 3. Dezember 1970 in Utica, Mississippi) ist ein ehemaliger amerikanischer Basketballspieler und heutiger -trainer. Als Spieler gewann er zweimal die NBA-Meisterschaft.

## High-School-/Collegekarriere
Hunter spielte für das Team der Murrah High School in Jackson, Mississippi und für die Tigers, die Basketballmannschaft der Jackson State University.

## NBA
Hunter wurde im NBA-Draft 1993 von den Detroit Pistons als 10. Pick ausgewählt und verbrachte auch den größten Teil seiner Karriere in Detroit. In seiner ersten Saison dort wurde Hunter in das NBA All-Rookie Second Team berufen.
Nach sieben Jahren bei den Pistons ging er 2000 im Tausch mit Billy Owens zu den Milwaukee Bucks, wo er allerdings nur eine Saison spielte, bevor er 2001 nach Los Angeles zu den Lakers wechselte. Mit den Lakers gewann Hunter 2002 seinen ersten NBA-Titel, ging aber nach der Saison zu den Toronto Raptors. 2003 unterschrieb er wieder bei den Pistons und wurde im Februar 2004 zu den Boston Celtics getradet, für die er allerdings kein Spiel bestritt. Nach zehn Tagen wurde Hunter wieder von Detroit verpflichtet und gewann mit der Mannschaft in der Saison 2003/04 seine zweite NBA-Meisterschaft.
Am 13. November 2008 unterschrieb Hunter einen Vertrag bei den Chicago Bulls, der ihm das Minimumgehalt für Spieler mit mindestens zehnjähriger NBA-Erfahrung garantiert.
Nach seinem Karriereende wechselte Hunter im Jahr 2012 in den erweiterten Trainerstab der Phoenix Suns. Dort war er für das Scouting von neuen Spielern verantwortlich und war für das Individualtraining der Spieler verantwortlich. Im Januar 2013 wurde Hunter Interims-Headcoach der Suns, nachdem sich der Club vom bisherigen Headcoach Alvin Gentry getrennt hatte.
In der Saison 2013/14 war Hunter Assistenztrainer bei den Golden State Warriors.